# Консументы
Консуме́нты (от лат. consume — употреблять) — гетеротрофы, организмы, потребляющие готовые органические вещества, создаваемые автотрофами (продуцентами). В отличие от редуцентов, консументы не способны разлагать органические вещества до неорганических.

## Описание
К консументам относят животных, некоторые микроорганизмы, а также паразитические и насекомоядные растения. Классифицируют консументов первого, второго и других порядков. Так как на каждом этапе передачи вещества и энергии в трофической цепи теряется до 90 %, экологические пирамиды редко состоят из более чем четырёх порядков консументов.
Любой консумент является гетеротрофом, так как не способен синтезировать органические вещества из неорганических. Термин «консумент (первого, второго и так далее) порядка» позволяет более точно указать место организма в цепи питания. Редуценты (например: грибы, бактерии гниения) также являются гетеротрофами, от консументов их отличает способность полностью разлагать органические вещества (белки, углеводы, липиды и другие) до неорганических (углекислый газ, аммиак, мочевина, сероводород), завершая круговорот веществ в природе, создавая субстрат для деятельности продуцентов (автотрофов).

## Классификация
- Консументы первого порядка

Первичные консументы — растительноядные гетеротрофы (травоядные животные, паразитические растения), питаются непосредственно продуцентами биомассы.
- Консументы второго порядка

Вторичные консументы почти всегда потребляют как продуцентов, так и первичных консументов, и поэтому обычно классифицируются как всеядные. Вторичные консументы составляют третий трофический уровень пищевой цепи.
Примерами вторичных потребителей являются уховертки, муравьи, барсуки, змеи, крысы, крабы, ежи, синие киты (их рацион в основном состоит из питающихся фитопланктоном криля и зоопланктона, а также фитопланктона), львы и люди.
- Консументы третьего порядка

К данной категории относятся всеядные, а так же хищные гетеротрофы (хищники), питаются консументами первого порядка. Они питаются первичными и вторичными консументами, а также могут поедать продуцентов (растения). Чтобы пищевая цепочка имела третичного консумента, должен быть вторичный консумент, доступный для еды.
- Консументы четвёртого порядка

Консументы относящиеся к четвёртой группе не обязательно являются высшими хищниками. Сверххищник находится на вершине пищевой цепи, в которой он существует, и не является добычей другого организма. Консумент четвёртого порядка — это консумент, который охотится на консумента третьего порядка. Консументы четвёртого уровня находятся на пятом трофическом уровне и встречаются не во всех пищевых цепях.
Примерами консументов данной категории являются: белая акула, белый медведь и аллигатор.
Отдельно взятый организм может являться в разных трофических цепях консументом разных порядков, например, сова, поедающая мышь, является одновременно консументом второго и третьего порядков, а мышь — первого и второго, так как мышь питается растениями и растительноядными насекомыми.

## Хищные растения
Плотоядные растения встречаются преимущественно в лесистых районах, известных низким уровнем питательных веществ. Эти типы растений являются примером того, как различные уровни и категории пищевой цепи находятся в постоянном движении и никогда не являются абсолютными.
Хищные растения, которые могут собирать дополнительные питательные вещества (в основном азот) за счет медленного переваривания насекомых. Тем не менее, плотоядные растения способны выжить, не ловя добычу, хотя скорость их роста будет замедлена. Это показывает, что плотоядные растения являются преимущественно производителями, но могут выйти за пределы этой рамки и одновременно действовать как потребители.